# Koh Poh Koon

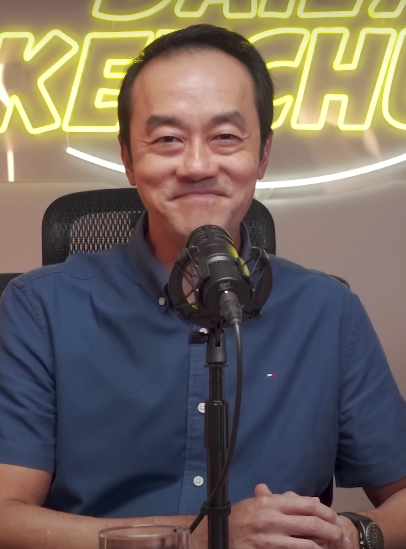
Koh Poh Koon

Koh Poh Koon (chinesisch 许宝琨, Pinyin Xú Bǎokūn; * 1972) ist ein Arzt für Chirurgie und Proktologie, Hochschullehrer, ehemaliger Offizier der Streitkräfte und Politiker der People’s Action Party (PAP) aus Singapur, der unter anderem als Oberstleutnant stellvertretender Kommandeur einer Brigade der Singapore Army war. Seit 2015 ist er Mitglied des Parlaments und hatte seither verschiedene Juniorministerposten inne. Seit 2020 ist er sowohl Leitender Staatsminister im Ministerium für Arbeitskräfte als auch Leitender Staatsminister im Gesundheitsministerium.

## Leben

### Studien, Proktologe und Heeresoffizier
Koh Poh Koon begann nach dem Besuch der MacRitchie Primary School, der Maris Stella High School und des Hwa Chong Junior College ein Studium der Medizin an der Medizinischen Fakultät der National University of Singapore (NUS), das er 1996 mit einem Bachelor of Medicine, Bachelor of Surgery (MBBS) beendete. Ein darauf folgendes postgraduales Studium an der NUS mit dem Schwerpunkt Chirurgie schloss er mit einem Master of Medicine (MMed (Surgery)) ab. Nach seiner Fortbildung in Chirurgie wurde er Mitglied sowie Fellow des Royal College of Surgeons of Edinburgh (MRCSEd/FRCSE) sowie Mitglied der Academy of Medicine, Singapore (FAMS). Er absolvierte zudem mit Unterstützung eines Stipendiums des Gesundheitsministeriums 2002 Fortbildungen zur Behandlungen chronisch-entzündlicher Darmerkrankungen in Edinburgh sowie 2006 an der Cleveland Clinic. Er war als Facharzt für Proktologie und Chirurgie am Singapore General Hospital, Direktor des Labors für Molekulare Genetik-Forschung für Darmkrebs (Colorectal Cancer Molecular Genetics Research Laboratory) sowie Gründungsdirektor des Genomischen Gesundheitsdienstes für Darmkrebs (Colorectal Cancer Genomic Health Service).
Neben seiner ärztlichen Tätigkeit lehrte er als Klinischer Lektor (Clinical Lecturer) an der Medizinischen Fakultät (Yong Loo Lin School of Medicine) der National University of Singapore. Des Weiteren hielt er als Adjunct Associate Professor Vorlesungen für Erstsemester an der Duke–NUS Medical School, eine Kooperation der US-amerikanischen Duke University und der National University of Singapore, und war auch Beigeordneter Klinischer Wissenschaftler am Institut für Bio- und Nanotechnologie IBN (Institute of Bioengineering and Nanotechnology), eine Schlüsselinstitution der Agentur für Wissenschaft, Technologie und Forschung A*Star (Agency for Science, Technology and Research). Darüber hinaus war er Offizier der Streitkräfte und schloss 2009 den 10. Nationalen Kommandeurs- und Stabslehrgang am Singapore Armed Forces Command and Staff College als Jahrgangsbester ab. In der Folgezeit war er als Oberstleutnant (Lieutenant Colonel) Kommandeur des Kampfunterstützungsbataillons (Combat Service Support Battalion) sowie daraufhin stellvertretender Kommandeur einer Brigade der Singapore Army. 2011 verließ Koh den öffentlichen Dienst und eröffnete eine private Praxis für proktologische Chirurgie im Capstone Colorectal Surgery Centre im Mount Elizabeth Hospital und wurde ferner 2012 Partner des Fortis Colorectal Hospital, des ersten Krankenhauses für proktologische Erkrankungen in Südostasien.

### Parlamentsmitglied und Juniorminister
Bei den Wahlen am 11. September 2015 wurde Koh Poh Koon für die People’s Action Party (PAP) im Gruppen-Wahlkreis GRC (Group Representation Constituency) Ang Mo Kio erstmals zum Mitglied des Parlaments gewählt. Am 1. Januar 2016 von Premierminister Lee Hsien Loong erstmals in ein Regierungsamt berufen und fungierte bis zum 30. April 2017 sowohl als Staatsminister im Ministerium für nationale Entwicklung (Minister of State, Ministry of National Development) als auch als Staatsminister im Ministerium für Handel und Industrie (Minister of State, Ministry of Trade and Industry). Im Anschluss war er zwischen dem 1. Mai 2017 und dem 30. April 2018 Leitender Staatsminister im Ministerium für nationale Entwicklung (Senior Minister of State, Ministry of National Development) sowie in Personalunion vom 1. Mai 2017 bis zum 26. Juli 2020 Leitender Staatsminister im Ministerium für Handel und Industrie (Senior Minister of State, Ministry of Trade and Industry). Des Weiteren wurde er am 23. April 2018 stellvertretender Generalsekretär des Nationalen Gewerkschaftsverbandes NTUC (National Trades Union Congress) und hatte diese Funktion bis zum 15. Mai 2021 inne.
Bei den Wahlen am 11. Juli 2020 wurde Koh für die PAP im Wahlkreis Tampines GRC abermals zum Mitglied des Parlaments gewählt. Nach der Wahl wurde er von Premierminister Lee Hsien Loong am 27. Juli 2020 zum Leitenden Staatsminister im Gesundheitsministerium (Senior Minister of State, Ministry of Health) berufen und bekleidet dieses Amt seither. In dieser Funktion ist er für die Finanzierungspolitik im Gesundheitswesen verantwortlich und spielt eine Schlüsselrolle bei der Sicherstellung der finanzbaren und zugänglichen Gesundheitsversorgung für alle Einwohner durch eine Reihe von Programmen wie MediShield Life, CareShield Life und das Community Health Assist Scheme. Darüber hinaus ist er seit dem 15. Mai 2021 auch Leitender Staatsminister im Ministerium für Arbeitskräfte (Senior Minister of State, Ministry of Manpower). Als solcher er ist stellvertretender Co-Vorsitzender des Singapur-Jiangsu-Wirtschaftsrates (Singapore-Jiangsu Economic Council). Im Rahmen des Zukunftswirtschaftsrates (Future Economy Council) ist er weiterhin Co-Vorsitzender von zwei Unterausschüssen, die die Transformation der Fertigungs-, Handels- und Konnektivitätscluster beaufsichtigen.